# Station Ranheim
Station Ranheim is een station in het dorp Ranheim in de Noorse gemeente Trondheim. Het station ligt in ten oosten van de stad aan Meråkerbanen. Het stationsgebouw uit 1881 is een ontwerp van Peter Andreas Blix.
Ranheim werd in 1973 gesloten voor personenvervoer. In het station is momenteel een museum gevestigd. Op 6 april 2021 is het station weer in gebruik genomen, hiervoor is er ook een extra perron toegevoegd zodat het station in beide richtingen bediend kan worden. Ook is het bestaande perron verbreed om de toekomstige nieuwe treinen op de trønderbanen plaats te bieden.